# Encyclopédie talmudique

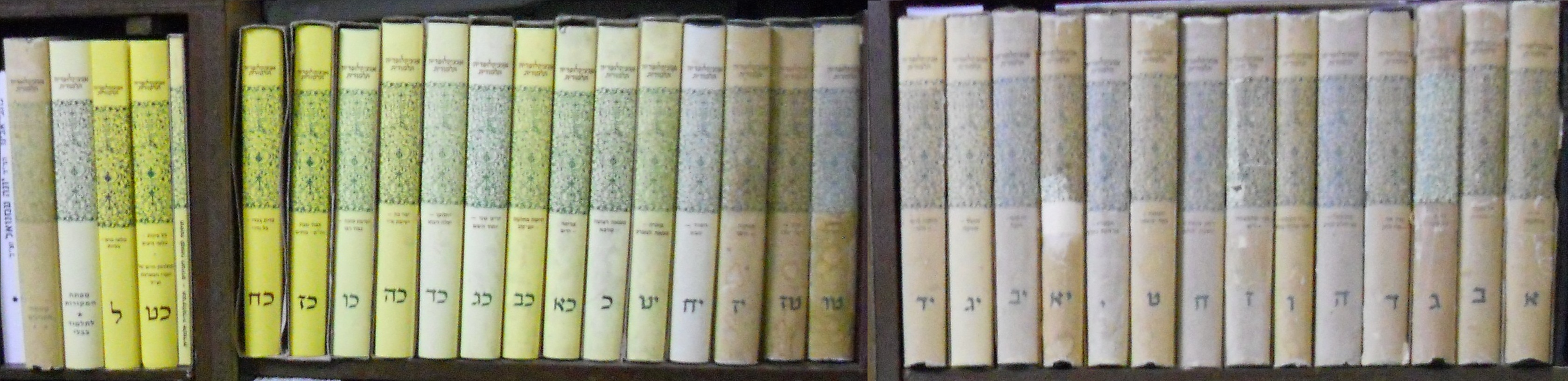

L'Encyclopédie Talmudit (en hébreu : אנציקלופדיה תלמודית entsiyklopediah talmudiyt ) est une encyclopédie en langue hébraïque qui vise à résumer les sujets halakhiques du Talmud par ordre alphabétique. Son écriture a commencé en 1942 et demeure active, avec 46 volumes (et plusieurs volumes d'index) publiés à ce jour. Plus de la moitié du projet est terminée et il est prévu qu'il soit complété d'ici 2024  avec la publication de trente autres volumes. Le projet est publié par le groupe d'édition de littérature Torah Yad HaRav Herzog (he), du nom du rabbin Yitzhak HaLevi Herzog, à Jérusalem.

## Création de l'encyclopédie
Le projet a commencé à l'initiative du rabbin Meir Bar-Ilan (Berlin) (1880-1949), le fils du Netziv. Le concept a été décrit pour la première fois dans une conférence de 1921 par le grand rabbin Abraham Isaac Kook, qui a décrit plusieurs projets pour les érudits de la Torah, y compris un travail « qui élucide l'essence des principes de la Torah, organisé par des entrées encyclopédiques »[Traduction libre]. Bar-Ilan a organisé un groupe d'éditeurs notables. Le but était de résumer toutes les discussions talmudiques et toutes les opinions des Rishonim et des Acharonim dans des articles d'encyclopédie par ordre alphabétique.
La première édition du premier volume a été publiée en 1947. Ce volume comprenait 219 articles dans un format organisé de résumés. Le même volume a été réimprimé trois fois de plus : en 1947, 1951 et 1955. Après la mort de Bar-Ilan en 1949, il a été republié dans une édition nouvellement révisée et augmentée.
En 1947, l' Encyclopédie Talmudit a remporté le prix de la ville de Tel-Aviv pour la littérature de la Torah en l'honneur de la mémoire du rabbin Abraham Isaac Kook.
Les grands érudits de la Torah, à la fois hassidim et mitnagdim, ont soutenu le projet. Les partisans comprenaient le rabbin Menachem Mendel Schneerson, le rabbin Moshe Feinstein, le rabbin Yosef Shalom Eliashiv, le rabbin Yochanan Sofer et d'autres.
L'administrateur de l'encyclopédie depuis sa fondation était le rabbin Yehoshua Hutner (he) (1910-2009), qui a réussi à sécuriser l'initiative avec un soutien financier stable, grâce à ses relations avec les dirigeants du mouvement Mizrachi.

## Éditeurs

Éditeurs

Le premier rédacteur en chef fut le rabbin Shlomo Yosef Zevin (1886-1978). Les premiers éditeurs étaient le rabbin Benjamin Rabinovitz-Teomim, le rabbin Shimon Stralitz, le rabbin Yonah Merzbach et le rabbin Alter Hilevitz.
Au cours des années suivantes, des dizaines d'érudits de la Torah ont rejoint le comité de rédaction, parmi lesquels le rabbin Eliezer Waldenberg, l'auteur de Tzitz Eliezer, Rabbi Isaac Epstein, juge au Beit Din de Tel Aviv, Rabbi Yehuda Gershoni, Rabbi Shmuel Kroyzer, Rabbi Refael Shmulevitz, Rosh Yeshiva de la Mir yeshiva (Jérusalem), Rabbi Azriel Levi, le rédacteur en chef de la version Oz VeHadar du Talmud, et d'autres.
Vers la fin de 2006, le professeur Avraham Steinberg a assumé le rôle de directeur administratif.

## Contenu
Le style de Rabbi Zevin était d'abréger et de résumer autant que possible. Dans les deux premiers volumes, il a suivi un format extrêmement bref sous l'influence du rabbin Bar-Ilan, mais dans les volumes ultérieurs publiés après la mort du rabbin Bar-Ilan, les volumes sont plus englobants et incluent non seulement l'essence de l'article mais aussi de nombreux ses détails et sujets ramifiés.
Le rabbin Zevin a établi la liste des articles primaires et secondaires et le système d'analyse halakhique de l'encyclopédie. Il a édité les volumes qui ont été publiés de son vivant, et a préparé d'autres volumes jusqu'à la fin de la lettre Heth (ח).
Les articles sont organisés dans l'ordre suivant : définition, sources, raisons et dérivations, et diverses opinions. Le premier article était Aleph (א) et le dernier à ce jour a été Kitvei ha-Qodesh (כ). L'ampleur du développement dans les articles s'est élargie au fil du temps.
Il existe deux volumes d'index, dont un index des sujets et des citations du Talmud babylonien.
L'encyclopédie talmudique est également publiée sur une version informatique, sur un disque compact, dans le cadre du projet Responsa de Bar Ilan.

### Hébreu
- Page d'accueil de l'Encyclopédie Talmudit
- על האנציקלופדיה בגרסת התקליטור, מאיר בר-אילן (הנכד)
- 2007 _